# Odznaka Honorowa Za Zasługi dla Województwa Opolskiego
Odznaka Honorowa „Za Zasługi Dla Województwa Opolskiego” – polskie odznaczenie samorządowe nadawane w formie odznaki honorowej.

## Charakterystyka
Odznaka została ustanowiona Uchwałą NR XLIII/498/2014 Sejmiku Województwa Opolskiego z dnia 24 czerwca 2014 r. w sprawie przyjęcia wzoru Odznaki Honorowej za Zasługi dla Województwa Opolskiego oraz regulaminu Odznaki.
Przyznawana jest osobom fizycznym, osobom prawnym, jednostkom organizacyjnym nie posiadającym osobowości prawnej oraz obywatelom lub instytucjom innych państw, które w istotny sposób przyczyniły się do rozwoju województwa opolskiego, powiatu, gminy lub jednostki, w której działają, wzbogacając dorobek województwa opolskiego w dziedzinach takich jak przemysł, budownictwo, służba zdrowia, edukacja, kultura.
Odznakę nadaje Marszałek Województwa Opolskiego po uzyskaniu opinii Kolegium Odznaki za Zasługi dla Województwa Opolskiego. Odznakę można nadać tej samej osobie tylko raz. Może być nadana pośmiertnie.
Odznakę nosi się na prawej stronie piersi. Osoby prawne oraz jednostki organizacyjne nie posiadające osobowości prawnej mogą umieszczać odznakę na sztandarach i proporcach.

## Wygląd

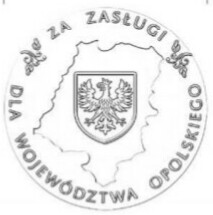
Odznaka Honorowa Za Zasługi dla Województwa Opolskiego wersja linearna

Odznaka Honorowa za Zasługi dla Województwa Opolskiego ma kształt okręgu o średnicy 36 mm wykonanego z metalu w kolorze patynowanego brązu. Na stronie licowej, na wklęsło zaznaczonym zarysie terytorium województwa opolskiego, widnieje pośrodku herb województwa według wzoru przyjętego Uchwałą Nr XXIV/179/2000 Sejmiku Województwa Opolskiego z dnia 28 grudnia 2011 r. w sprawie ustanowienia herbu województwa Opolskiego, o powierzchni tarczy wypełnionej emalią niebieską i złoconym godle. Wzdłuż krawędzi odznaki biegnie majuskułowy napis dwoma łukami, górnym „ZA ZASŁUGI”, a dolnym „DLA WOJEWÓDZTWA OPOLSKIEGO”, rozdzielony dwoma ornamentami kwietnymi. Odwrocie gładkie z zapięciem agrafkowym.